# Tetraclinis articulata

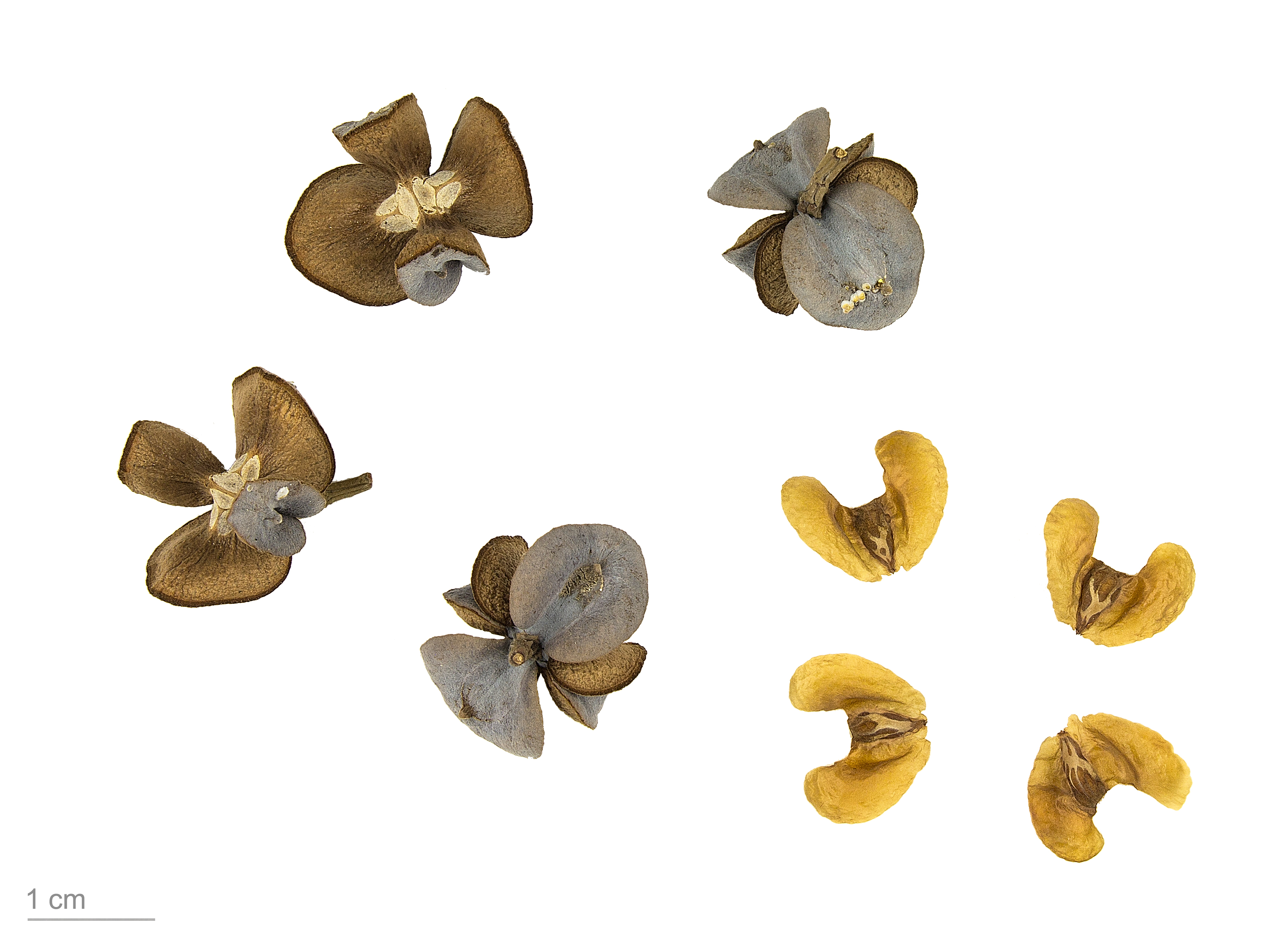
Tetraclinis articulata

Tetraclinis articulata là một loài thực vật hạt trần trong họ Cupressaceae. Loài này được Vahl Mast. mô tả khoa học đầu tiên năm 1892.